# راب ژیر
راب ژیر (انگلیسی: Rob Gier؛ زادهٔ ۶ ژانویهٔ ۱۹۸۱) بازیکن فوتبال اهل فیلیپین است.
از باشگاه‌هایی که در آن بازی کرده‌است می‌توان به باشگاه فوتبال کمبریج یونایتد، باشگاه فوتبال ووکینگ، باشگاه فوتبال ویمبلدون، باشگاه فوتبال گرایس اتلتیک، و باشگاه فوتبال آلدرشات تاون اشاره کرد.
وی همچنین در تیم ملی فوتبال فیلیپین
```
بازی کرده‌است.
```